# No Turning Back 1985 - 2005 (Canadian Enhanced)

No Turning Back 1985 - 2005 (Canadian Enhanced) es el cuarto álbum de recopilación la banda de pop rock Glass Tiger. Este álbum es una versión del álbum original No Turning Back 1985 - 2005 que fue lanzado en el 2005.

## Lista de canciones
1. "No Turning Back" (Frew/Reid/Vallance) 3:36
2. "Give It Away" (Frew/Reid/Vallance) 4:13
3. "Don't Forget Me" (Frew/Reid/Vallance)  4:05
4. "Someday" (Frew/Connelly/Vallance) 3:39
5. "Thin Red Line" (Frew/Reid/Connelly) 4:06
6. "You're What I Look For" (Frew/Connelly/Hanson) 3:50
7. "I Will Be There" (Frew/Hanson/Connelly) 3:11
8. "Diamond Sun" (Frew/Vallance) 4:28
9. "I'm Still Searching" (Frew/Reid/Hanson) 3:53
10. "My Town" con Rod Stewart (Connelly/Frew/Parker/Cregan)  4:50
11. "The Tragedy (Of Love)" (Frew/Vallance) 4:31
12. "Animal Heart"  (Connelly/Frew/Dvoskin 3:49
13. "Rescued (By the Arms of Love)" (Frew/Parker/Washbrook) 4:14
14. "(Watching) Worlds Crumble" (Frew/Reid/Vallance) 4:53
15. "My Song" con The Chieftains (Frew/Reid/Vallance) 3:24
16. "Rhythm of Your Love" (Connelly/Frew) 4:37
17. "Diamond Sun" (Frew/Vallance) 7:28